# Dibolia chelones
Dibolia chelones är en skalbaggsart som beskrevs av Charles Christopher Parry 1974. Dibolia chelones ingår i släktet Dibolia och familjen bladbaggar. Inga underarter finns listade i Catalogue of Life.